# 961

## Събития
- Катедралата Свети Павел в Лондон е била унищожена от пожар.